# Werner Klatt
Werner Klatt (ur. 21 grudnia 1948 w Schönbergu, zm. 3 kwietnia 2022) – niemiecki wioślarz reprezentujący NRD, złoty medalista olimpijski i dwukrotny medalista mistrzostw świata.

## Kariera
Wystąpił na igrzyskach olimpijskich w Montrealu w 1976, gdzie osada NRD w składzie: Bernd Baumgart, Gottfried Döhn, Werner Klatt, Hans-Joachim Lück, Dieter Wendisch, Roland Kostulski, Ulrich Karnatz, Karl-Heinz Prudöhl i Karl-Heinz Danielowski (sternik) zdobyła złoty medal w ósemkach. W finale o 2,53 sekundy wyprzedzili Wielką Brytanię i o 5,22 sekundy pokonali osadę Nowej Zelandii. Był to jego jedyny start olimpijski.
Wspólnie z Peterem Gornym zwyciężył w dwójkach bez sternika podczas mistrzostw świata w St. Catharines (1970). Następnie zdobył też złoto w ósemkach na mistrzostwach świata w Nottingham (1975).
Ponadto zdobył złoty medal w dwójkach bez sternika na mistrzostwach Europy w Kopenhadze (1971), złoty w ósemkach na mistrzostwach Europy w Moskwie (1973) oraz brązowy w czwórkach bez sternika na mistrzostwach Europy w Klagenfurcie (1969).
W 1976 odznaczony Orderem Zasługi dla Ojczyzny.
Służył w Volksmarine, pracował też w macierzystym klubie ASK Vorwärts Rostock. Po zjednoczeniu Niemiec był właścicielem apteki.